# Atlantis (rumfærge)
 For alternative betydninger, se Atlantis (flertydig). (Se også artikler, som begynder med Atlantis)
Rumfærgen Atlantis (NASA OV-104) blev opsendt første gang i oktober 1985. Atlantis var den fjerde rumfærge i rumfærge-programmet og blev den sidste der fik en tur i rummet. Atlantis landede sidste gang på Jorden den 21. juli 2011.
Da man byggede Atlantis baserede man sig på de erfaringer man havde gjort med de foregående rumfærger. Færgens vægt blev reduceret med 3 ton sammenlignet med den første rumfærge Columbia. Atlantis var den første af NASAs rumfærger der blev bygget med et glass cockpit
Atlantis gjorde sin første flyvning i oktober 1985. Fra 1995 og frem har Atlantis haft syv rejser i træk til den russiske rumstation Mir. Fra november 1997 til juli 1999 blev Atlantis bygget om for at kunne udføre konstruktionsarbejde på Den Internationale Rumstation.
Atlantis er opkaldt efter et skib der fra 1930 til 1966 forskede i havmiljø. Forskerne på skibet var de første til at kortlægge havbunden med elektronisk udstyr.
Atlantis skal udstilles på Kennedy Space Center Visitor Complex i Florida. Atlantis har fløjet 33 missioner, været 306 dage i rummet og kredset 4.848 gange om Jorden.

## Atlantis rumfærgemissioner
| #  | Dato               | Mission  | Kort beskrivelse af missionen.                                                            |
| -- | ------------------ | -------- | ----------------------------------------------------------------------------------------- |
| 1  | 1985 3. oktober    | STS-51-J | Første Atlantis-mission; Militær mission for Forsvarsministeriet (USA).                   |
| 2  | 1985 26. november  | STS-61-B | 3 kommunikationssatellitter i kredsløb: MORELOS, AUSSAT, SATCOM.                          |
| 3  | 1988 2. december   | STS-27   | Militær mission for Forsvarsministeriet (USA).                                            |
| 4  | 1989 4. maj        | STS-30   | Magellan sonde sat i kredsløb.                                                            |
| 5  | 1989 18. oktober   | STS-34   | Galileo sonde sat i kredsløb.                                                             |
| 6  | 1990 28. februar   | STS-36   | Militær mission for Forsvarsministeriet (USA).                                            |
| 7  | 1990 15. november  | STS-38   | Militær mission for Forsvarsministeriet (USA).                                            |
| 8  | 1991 5. april      | STS-37   | Compton Gamma Ray Observatory sat i kredsløb.                                             |
| 9  | 1991 2. august     | STS-43   | TDRS-5 sat i kredsløb.                                                                    |
| 10 | 1991 24. november  | STS-44   | Militær mission for Forsvarsministeriet (USA).                                            |
| 11 | 1992 24. marts     | STS-45   | Atmospheric Laboratory for Applications and Science (ATLAS).                              |
| 12 | 1992 31. juli      | STS-46   | European Retrievable Carrier, Tethered Satellite System sat i kredsløb.                   |
| 13 | 1994 3. november   | STS-66   | Medbragte ATLAS mission 3.                                                                |
| 14 | 1995 29. juni      | STS-71   | Rumfærge dokker for første gang til rumstationen Mir.                                     |
| 15 | 1995 12. november  | STS-74   | Medbragte dok-modul til Mir.                                                              |
| 16 | 1996 22. marts     | STS-76   | Til Mir medbringer besætningsmedlem Shannon Lucid.                                        |
| 17 | 1996 16. september | STS-79   | Til Mir, besætningsskift Shannon Lucid og John Blaha.                                     |
| 18 | 1997 12. januar    | STS-81   | Til Mir, besætningsskift John Blaha og Jerry Linenger.                                    |
| 19 | 1997 15. maj       | STS-84   | Til Mir, besætningsskift Jerry Linenger og Michael Foale.                                 |
| 20 | 1997 25. september | STS-86   | Til Mir, besætningsskift Michael Foale og David Wolf.                                     |
| 21 | 2000 19. maj       | STS-101  | Forsyninger til og udbygning af Den Internationale Rumstation (ISS).                      |
| 22 | 2000 8. september  | STS-106  | Rumfærgemission nr. 100 (Buran medregnet). Forsyninger til og udbygning af ISS, Spacehab. |
| 23 | 2001 7. februar    | STS-98   | Forsyninger til og udbygning af ISS med Destiny Laboratory Module.                        |
| 24 | 2001 12. juli      | STS-104  | Forsyninger til og udbygning af ISS med Quest luftsluse.                                  |
| 25 | 2002 8. april      | STS-110  | Forsyninger til og udbygning af ISS med S0 truss midterste bjælkesegment.                 |
| 26 | 2002 7. oktober    | STS-112  | Forsyninger til og udbygning af ISS med S1 truss styrbord bjælkesegment.                  |
| 27 | 2006 9. september  | STS-115  | Forsyninger til og udbygning af ISS med P3 og P4 truss bagbord solcellevinger.            |
| 28 | 2007 8. juni       | STS-117  | Forsyninger til og udbygning af ISS med S3 og S4 truss styrbord solcellevinger.           |
| 29 | 2008 7. februar    | STS-122  | Forsyninger til og udbygning af ISS med Columbusmodulet.                                  |
| 30 | 2009 12. maj       | STS-125  | Udbygning og sidste hardware-opdatering af Hubble-rumteleskopet.                          |
| 31 | 2009 16. november  | STS-129  | ISS-forsyninger (ULF-3, EXPRESS Logistics Carrier (ELC 1 og ECL 2).                       |
| 32 | 2010 14. maj       | STS-132  | russisk Rassvet (Mini Research Module 1)                                                  |
| 33 | 2011 8. juli       | STS-135  | ISS-forsyninger (Raffaello-container).                                                    |

- Glass cockpittet i Atlantis-rumfærgen
- Atlantis-rumfærgen opsendes